# 시미즈 가즈마사 (1976년)
시미즈 가즈마사(일본어: 清水 和昌, 1976년 6월 30일 ~ )는 일본의 전 축구 선수이다.

## 구단 경력
과거 오이타 트리니타에서 활동하였다.